# SBS6
SBS 6是荷兰的一个商业性电视频道，由Sanoma（67%）和塔尔珀传媒控股（33%）联合所有。集团在荷兰的其他频道有NET 5和Veronica。

## 历史
SBS是斯堪的纳维亚广播电视系统的重要组成。1995年，SBS广播电视集团开始向斯堪的纳维亚地区以外扩张时，SBS选择的第一个频道就是荷兰的SBS 6。SBS 6是继RTL 4和RTL 5后，荷兰的第三个荷兰语商业频道。SBS 6于1995年8月28日开始。 